# بوشطاطه
بوشطاطه (به عربی: بوشطاطة) یک شهرداری در الجزایر است که در استان سکیکده واقع شده‌است.